# Gaetano Latilla
Gaetano Latilla (Bari, 12 de gener de 1711 - Nàpols, 15 de gener de 1788) fou un compositor italià.

## Biografia
De nen fou un cantant al cor de veus blanques de la Catedral de San Sabino a Bari. El març de 1726 se'n va a Nàpols a estudiar música al Conservatori di Santa Maria di Loreto, on va ser alumne de Francesco Mancini i Giovanni Venèciano.
A la primavera de 1732, va debutar com a compositor al Teatre dei Fiorentini a Nàpols amb l'òpera buffa Li mariti a forza. Al mateix teatre va estrenar L'Ottavio nell'inverno el 1733, Gl'ingannati el 1734 i Angelica ed Orlando nell'autunno el 1735. Totes aquestes obres li reportaren un cert èxit, tant és així que el 1738 va dirigir a Roma per posar en escena al Teatro Argentina Polipodio e Rucchetta i al Teatro Valle L'Orazio. Va ser a Venècia durant el Carnaval que es representà al Teatro San Grisostomo el drama Demofoonte. En el mateix any va tornar a Roma per a representar al Teatro Valle de La finta cameriera, l'òpera més famosa de Latilla.
Des de l'1 de desembre de 1738 fou vicemestre de capella a la Basílica di Santa Maria Maggiore. Durant aquest període va produir altres obres, que van ser altament aclamades: Romolo, Siroe i Olimpia nell'isola di Ebuda. El 1741, a causa de problemes de salut, va haver d'abandonar Roma per tornar a Bari.
El 1753 va tornar a viatjar a Venècia, on el 14 de desembre es va convertir en mestre de cor de l'Hospital de la Pietat (posició que mantingué fins al 14 de març 1766). El 1762 es va convertir en vicemestre de capella de la Basílica de Sant Marc al costat de Baldassare Galuppi. El 1766 va abandonar Venècia per tornar a Nàpols. Després d'un altre viatge a Venècia el 1774, finalment es va establir a Nàpols fins a la seva mort.

## Obres

### Òperes
- Li mariti a forza (opera buffa, llibret de Bernardo Saddumene, 1732, Nàpols)
- L'Ottavio (commedia per musica, llibret de Gennaro Antonio Federico, 1733, Nàpols)
- Gl'ingannati (commedia per musica, llibret de Gennaro Antonio Federico, 1734, Nàpols)
- Angelica ed Orlando (commedia per musica, llibret de Francesco Antonio Tullio, 1735, Nàpols)
- Lo sposo senza moglie (I due supposti conti) (llibret de C. Palma, commedia per musica, 1736, Nàpols)
- Gismondo (commedia per musica, llibret de Gennaro Antonio Federico, 1737, Nàpols), come La finta cameriera (llibret de Giovanni Gualtiero Barlocci, 1738, Roma)
- Temistocle (dramma per musica, llibret de Pietro Metastasio, 1737, Roma)
- Demofoonte (dramma per musica, llibret de Pietro Metastasio, 1738, Venècia)
- Madama Ciana (commedia per musica, llibret de Giovanni Gualtiero Barlocci, 1738, Roma)
- Polipodio e Rocchetta (intermezzo, 1738, Roma)
- Romolo (dramma per musica, 1739, Roma)
- Siroe (dramma per musica, llibret de Pietro Metastasio, 1740, Roma)
- Alceste in Ebuda (dramma per musica, llibret de Trabucco, 1741, Nàpols)
- La vendetta generosa (commedia per musica, 1742, Nàpols)
- Zenobia (dramma per musica, llibret de Pietro Metastasio, 1742, Torí)
- La gara per la gloria (divertimento teatrale, llibret de Bartolomeo Vitturi, 1744, Venècia)
- Amare e fingere (commedia per musica, 1745, Nàpols)
- Il concerto (commedia per musica, llibret de Pietro Trinchera, 1746, Nàpols)
- Adriano in Siria (dramma per musica, llibret de Pietro Metastasio, 1747, Nàpols)
- Catone in Utica (dramma per musica, llibret de Pietro Metastasio, 1747, Roma)
- Ciascheduno ha il suo negozio (commedia per musica, 1747, Madrid)
- Il barone di Vignalomba (commedia per musica, llibret d'Antonio Palomba, 1747, Nàpols)
- Il vecchio amante (La commedia in commedia) (opera buffa, Giovanni Gualtiero Barlocci, 1747, Torí)
- La Celia (commedia pr musica, llibret d'Antonio Palomba, 1749, Nàpols)
- Amore in Tarantola (commedia per musica, llibret d'Abate Vaccina, 1750, Venècia)
- Il gioco de' matti (commedia per musica, llibret d'Antonio Palomba, 1750, Nàpols)
- L'astuzia felice (commedia per musica, llibret de Carlo Goldoni, 1750, Torí)
- La finta cameriera (llibret de Carlo Goldoni, 1750, Barcelona)
- Gl'imperatori (dramma per musica, 1751, Venècia)
- Griselda (dramma per musica, llibret d'Apostolo Zeno, 1751, Venècia)
- Venceslao (dramma per musica, llibret d'Apostolo Zeno, 1754, Barcelona)